# Vinted
Vinted, Grup UAB, més conegut com a Vinted, és un mercat en línia nascut a Lituània per comprar, vendre i intercanviar articles nous o de segona mà, principalment roba i accessoris.

## Història
Vinted va ser cofundada l'any 2008 per Milda Mitkutė i Justas Janauskas a Vílnius, Lituània. Mitkutė es va canviar de casa i necessitava una manera de vendre la roba sobrant. Això va portar-lo a crear un lloc web on els usuaris podien intercanviar les seves peces de roba.
El 2012, Vinted es va associar amb Lemon Labs, una consultora de desenvolupament d'aplicacions amb seu a Lituània, per llançar la seva aplicació mòbil. El 2016, l'empresari holandès Thomas Plantenga es va unir a l'equip directiu de Vinted com a consultor estratègic i més tard es va convertir en CEO.
El 2019, Vinted es va convertir en el primer unicorn tecnològic de Lituània, recaptant 128 milions d'euros amb una valoració de 1.000 milions d'euros en una ronda liderada per Lightspeed Venture Partners. L'octubre de 2020, Vinted va adquirir United Wardrobe, un competidor holandès. El 2024, Vinted va adquirir Trendsales, un competidor danès.
A data de juny de 2024, Vinted opera a vint-i-un països i té més de 65 milions d'usuaris registrats.

## Polèmiques
A partir del 2024, molts usuaris nous a Suècia han estat subjectes a esquemes de frau en què els seus comptes bancaris s'han buidat. Durant el primer trimestre de l'any hi va haver unes 300 denúncies policials per frau a Vinted. Les plataformes comparables tenien menys denúncies policials que, a més, estaven relacionades amb un tipus de frau menys greu.